# Chung Sang-nam
Chung Sang-nam (7 de setembro de 1975) é um treinador ex-futebolista profissional sul-coreano que atuava como atacante.

## Carreira
Chung Sang-nam representou a Seleção Sul-Coreana de Futebol nas Olimpíadas de 1996.